# Raimkul Malachbekov
Raimkul Chudojnazarovitj Malachbekov, född 16 augusti 1974 i Dusjanbe, Tadzjikistan, är en rysk boxare som tog OS-silver i lätt bantamviktsboxning 2000 i Sydney. Fyra år tidigare i Atlanta tog Malachbekov OS-brons i samma viktklass.